# 韶山市
韶山市（しょうざん-し）は中華人民共和国湖南省湘潭市に位置する県級市。中華人民共和国の建国の父毛沢東の故郷である。
毛沢東故居を中心とした一帯は中華人民共和国国家級風景名勝区（1994年認定）、中国の5A級観光地（2011年認定）である。

## 行政区画
- 鎮：清渓鎮、銀田鎮
- 郷：韶山郷、楊林郷